# Нове Місто (зупинний пункт)
Нове́ Мі́сто — пасажирський залізничний зупинний пункт Львівської дирекції Львівської залізниці.
Розташований у селі Нове Місто Старосамбірський район, Львівської області на лінії Нижанковичі — Хирів між станціями Добромиль (5 км) та Нижанковичі (8 км).
Станом на червень 2024 року щодня, крім субот і неділь, одна пара приміського поїзда прямує за напрямком Самбір — Нижанковичі.